# Christian Zetlitz Bretteville
Christian Zetlitz Bretteville (Stavanger, 17 novembre 1800 – Kristiania, 24 febbraio 1871) è stato un politico norvegese.

## Biografia
Nacque a Stavanger nel 1800. Fu ministro degli interni e primo ministro norvegese in carica a Stoccolma dal 1858 al giugno 1859 e di nuovo nel 1861. Fu anche sindaco di Kristiania (Oslo). Morì a Kristiania nel 1871.